# 이위국
이위국(李緯國, 1597년 ∼1673년)은 조선의 문신이다. 자는 태언, 호는 운포, 본관은 전주이다.

## 생애
광해군 때 원주 목사로 있다가 정국이 혼란해지자 벼슬에서 물러나 고향에서 지냈다. 1623년 인조반정 후 다시 등용되어 용인 현령·곡산 군수로서 선정을 베풀었다. 1634년 병자호란이 일어날 것을 예견하고 그 방비책을 상소하였으나 채택되지 않았다. 1658년 효종 때 14만 석의 정부 양곡을 차용하고도 갚지 않는 서울 사대부들을 탄핵했다가 파직당했다. 후에 다시 등용되어 상원 군수·이천 부사 등을 지냈다. 여러 지방 관직을 거치며 좋은 정치를 베풀어 청렴강직한 관리로서 백성들의 존경을 받았다.